# リエージュ国際博覧会 (1939年)
1939年のリエージュ国際博覧会（リエージュこくさいはくらんかい, Exposition Internationale de la technique de l'eau, Liege Expo 1939）は、1939年5月から11月にベルギーのリエージュで開催された国際博覧会（特別博）である。テーマは「水と技術」。 